# Marco Aurel
Marco Aurel est un mathématicien espagnol. Il est l'auteur du Libro primero de Arithmetica Agebratica (Valence, 1552), le premier traité d'algèbre publié en espagnol.

## Biographie
On ne sait presque rien de sa vie hormis qu'il est d'origine allemande et professeur d'arithmétique à Valence en 1541,. Il publie, à cette date, un traité d'arithmétique commerciale intitulé Tratado muy util y provechoso para toda manera de tratantes y personas aficcionadas al contar. C'est un des nombreux ouvrage de comptabilité publié en Espagne à cette période.
En 1552, son deuxième ouvrage, Libro primer de arithmetica algebratica, est le premier traité d'algèbre publié en espagnol. Ce livre, influencé par les écrits de Christoff Rudolff, contenait trois parties et 24 chapitres. La première partie traite d'arithmétique et d'algèbre, la seconde et troisième partie, de géométrie et de géométrie pratique. Diffusé dans toute la péninsule ibérique et au Maroc, seule la première partie de l'ouvrage est conservée en langue espagnole. Joan Vernet prétend qu'il a été traduit en arabe dans son intégralité, mais cette traduction n'a pas été retrouvée.
Le mathématicien Julio Rey Pastor considère que ce livre est une preuve palpable du retard des mathématiques en Espagne, puisque les premiers traités européens d'algèbre dataient du XVe siècle et, qu'en plus, il n'a aucune valeur scientifique. Le seul mérite qu'il lui reconnaît est celui d'avoir introduit en Espagne la notation mathématique allemande au lieu de la notation italienne.
Cet ouvrage exerce une influence majeure sur l'évolution des mathématiques en Espagne. Les travaux de Juan Pérez de Moya (es) et d'Antich Rocha (es) s'en inspirent.

## Œuvres
- (es) Tratado muy util y provechoso para toda manera de tratantes y personas aficcionadas al contar : de reglas breves de reducciones de monedas, Valence, Francisco Díaz Romano, 1541 (lire en ligne)
- (es) Libro primero de arithmetica algebratica en el qual se contiene el Arte Mercantivol, con otras muchas Reglas del arte menor, y la Regla del Algebra vulgarmente llamada Arte, mayor, o regla de la cosa; sin la qual no se podra entender el decimo de Euclides ni otros muchos primores, assi en Arithmetica como en Geometría, Valence, Joán de Mey, 1552 (lire en ligne)